# 天玉里
25°07′17″N 121°31′35″E / 25.1212522°N 121.5264906°E
天玉里，為臺灣臺北市士林區之一里，屬於天母次分區。
天玉里英文名於中華郵政「村里中英對照文字檔」中為"Tianyu Vil."，於士林區公所為漢語拼音之「TianYu Li」，而威妥瑪拼音為「T'ian Yu Li」。截至2024年底，全境人口計有8,890人，是士林區人口最多的里。

## 地理
天玉里大致上是由中山北路七段、天母西路、天母北路巷弄和中山北路巷弄及磺溪圍成的一塊似四角形區塊，位處於士林區西緣，天母次分區的西南角。

### 里界
東至中山北路七段中心線，與士林區天山里為界；西至磺溪河中心線與北投區永欣里為界；南至天母西路與天壽里為界；北至天母北路87巷、中山北路七段81巷與士林區天母里為界。

## 文化、設施與景點
- 天母創意市集西側廣場
- 天母國小
- 天美綠地

## 交通
天玉里位於天母商圈，屬於住商混合區域，故也有許多交通方式。

### 公車
里內道路和里界道路皆為士林區之主要道路，故有許多公車路線經過。
| 編號               | 路線起迄                         | 經營業者          |
| ------------------ | -------------------------------- | ----------------- |
| 224                | 天母－捷運石牌站（經天母北路）   | 光華巴士          |
| 267                | 天母－捷運大湖公園站             | 光華巴士          |
| 268                | 天母－大直                       | 光華巴士          |
| 602                | 天母－北投                       | 中興巴士 大南汽車 |
| 606                | 榮總－萬芳社區                   | 大都會客運        |
| 612                | 大同之家－松德站                 | 大都會客運        |
| 612區              | 松德站－榮總                     | 大都會客運        |
| 616                | 黎明科技大學－天母               |                   |
| 645                | 捷運石牌站－舊庄                 | 三重客運          |
| 645副              | 捷運石牌站－中華科技大學         | 三重客運          |
| 680                | 天母-麟光                        | 中興巴士          |
| 685                | 天母-麟光新村                    | 大都會客運        |
| 902                | 捷運石牌站－麟光新村             | 指南客運          |
| 敦化幹線（原285）  | 榮總－麟光新村                   | 大都會客運        |
| 重慶幹線（原601）  | 天母－東園                       | 大都會客運        |
| 中山幹線（原220）  | 天母－青年公園                   | 中興巴士          |
| 紅12               | 捷運石牌站－天文科學館           | 中興巴士          |
| 紅19               | 捷運石牌站－天母（直行天母西路） | 光華巴士          |
| 小36               | 捷運石牌站－六窟                 | 大南汽車          |
| 市民小巴11         | 天母-捷運芝山站                  | 光華巴士          |
| 內科通勤專車13     | 天母－內湖科技園區               | 大都會客運        |
| 內科通勤專車15     | 天母－內湖科技園區               | 大都會客運        |
| 南港通勤專車天母線 | 天母－南港軟體園區               | 大都會客運        |

| 編號 | 路線起迄       | 經營業者 |
| ---- | -------------- | -------- |
| 290  | 榮總－大鵬新城 | 欣欣客運 |
| 646  | 東湖－榮總     | 欣欣客運 |

### 道路
（包含聯外道路、數字編號巷弄和里界道路）
- 天母西路
  - 5巷
    - 4弄

  - 13巷
  - 41巷
    - 1弄

  - 83巷
    - 2弄

  - 95巷
- 中山北路七段
  - 51巷
  - 63巷
  - 81巷
    - 23弄
    - 41弄
- 天母北路
  - 4巷
  - 9巷
  - 28巷
  - 43巷
  - 44巷
  - 65巷
  - 87巷
    - 9弄
- 天玉街
  - 16巷
  - 26巷
  - 27巷
  - 38巷
    - 13弄
    - 16弄
    - 18弄
    - 19弄

  - 39巷
  - 44巷
  - 56巷

## 文化

### 選舉預測
天母國小選舉期間作為天母地區之投票所，因人口結構與政黨比例都與台北市總體相似，與隔壁的天母里都被視為開票指標，故號稱「選情章魚哥」，天玉里也被戲稱為「章魚哥里」。

### 里民旅遊
天玉里的里民活動曾經至阿拉伯聯合大公國杜拜、澳洲雪梨、俄羅斯莫斯科和聖彼得堡，被網民稱天玉里為「天龍國中的天龍國」。